# Eos
A vöröslóri (Eos) a madarak osztályának papagájalakúak (Psittaciformes) rendjébe és a szakállaspapagáj-félék (Psittaculidae) családjába tartozó nem.

## Rendszerezésük
Nevét Éószról ( a görög mitológiában a hajnal istennője) kapta, mert fajai vörösek. A nemet Johann Georg Wagler német ornitológus írta le 1832-ben, az alábbi 6 faj tartozik ide:

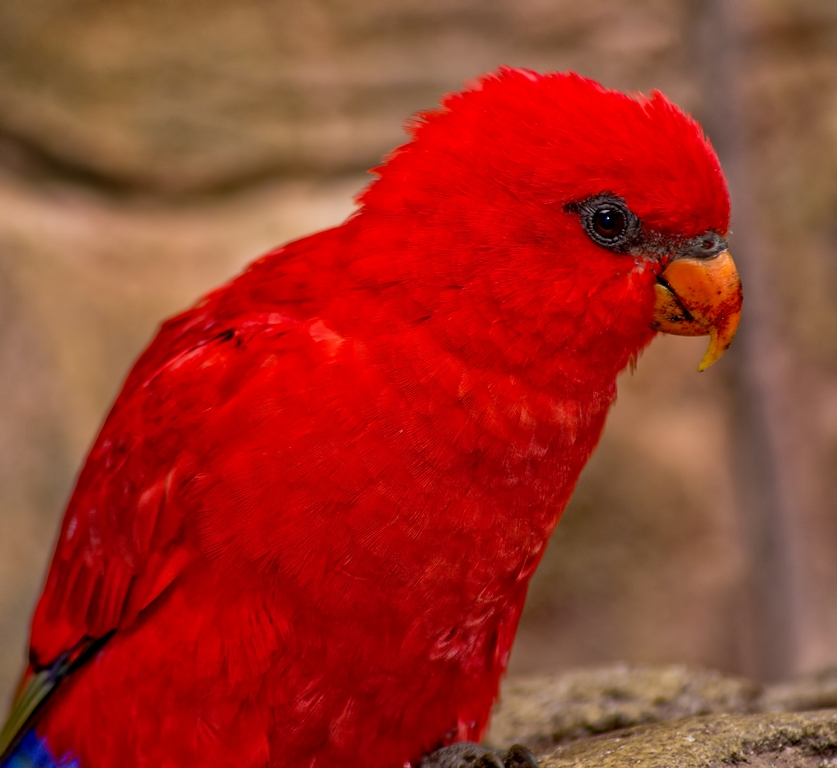
Malukui vöröslóri (Eos bornea)
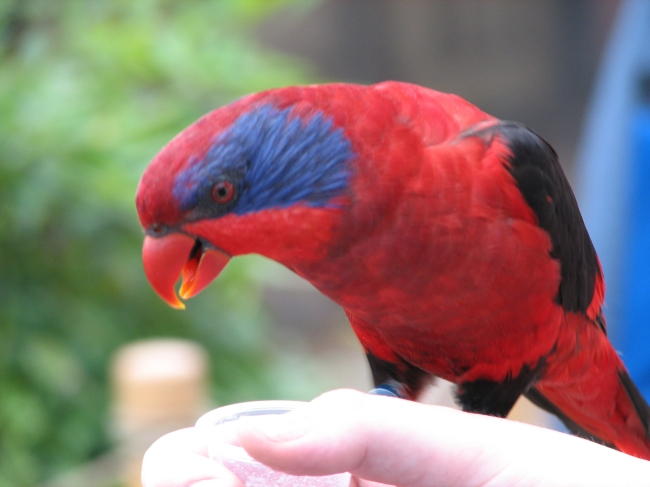
Kékfülű vöröslóri (Eos cyanogenia)
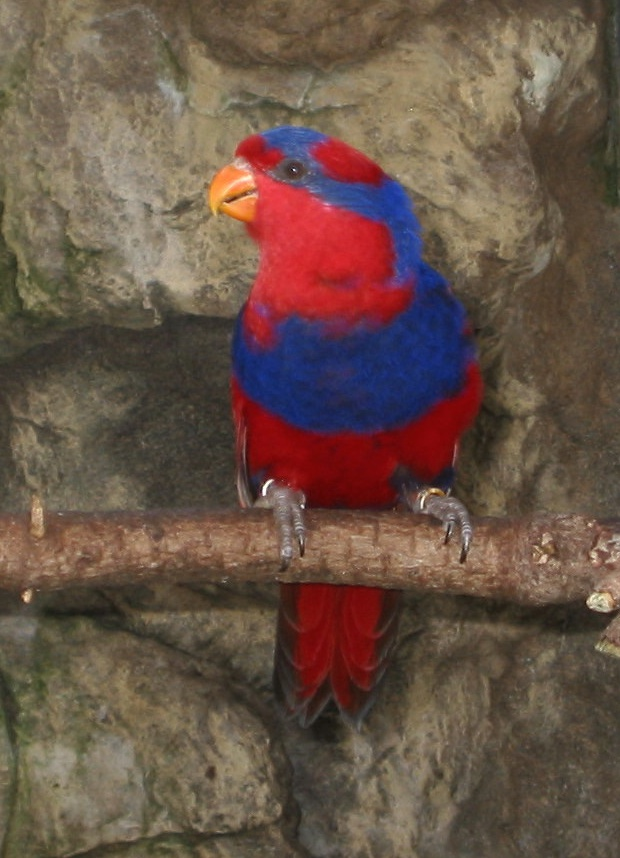
Koronás vöröslóri (Eos histrio)
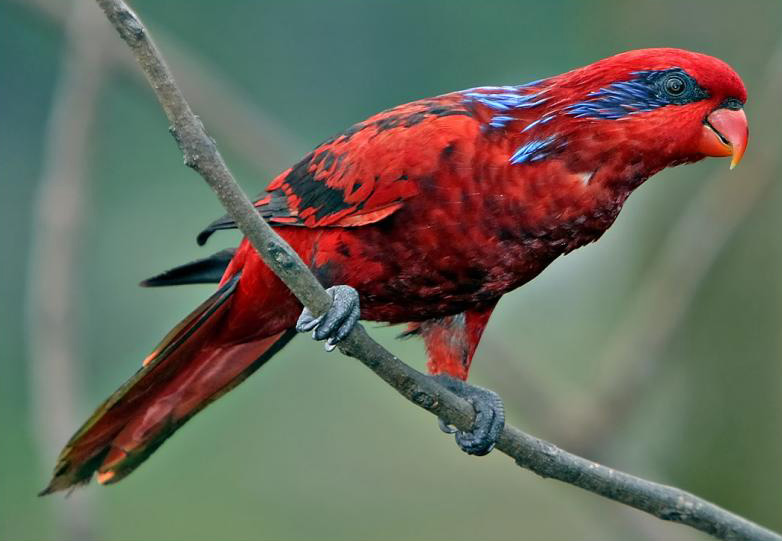
Kékcsíkos vöröslóri (Eos reticulata)
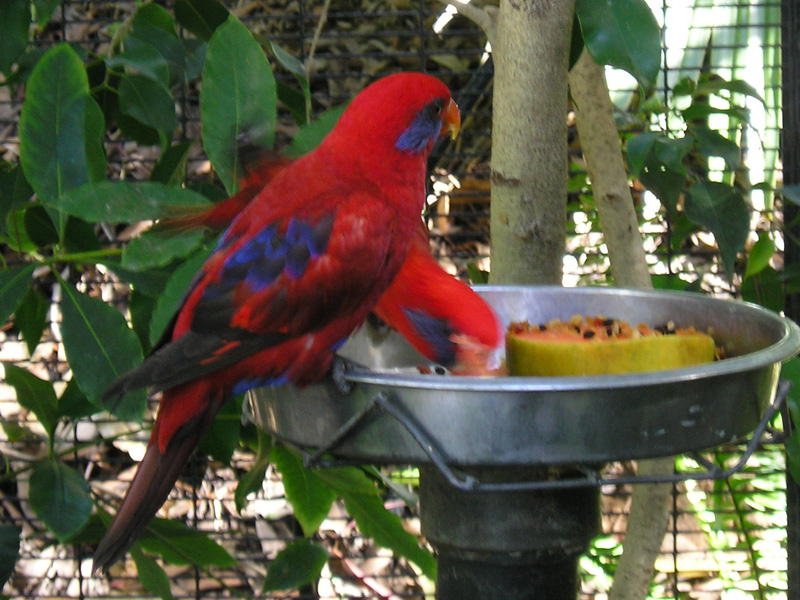
Félmaszkos vöröslóri (Eos semilarvata)
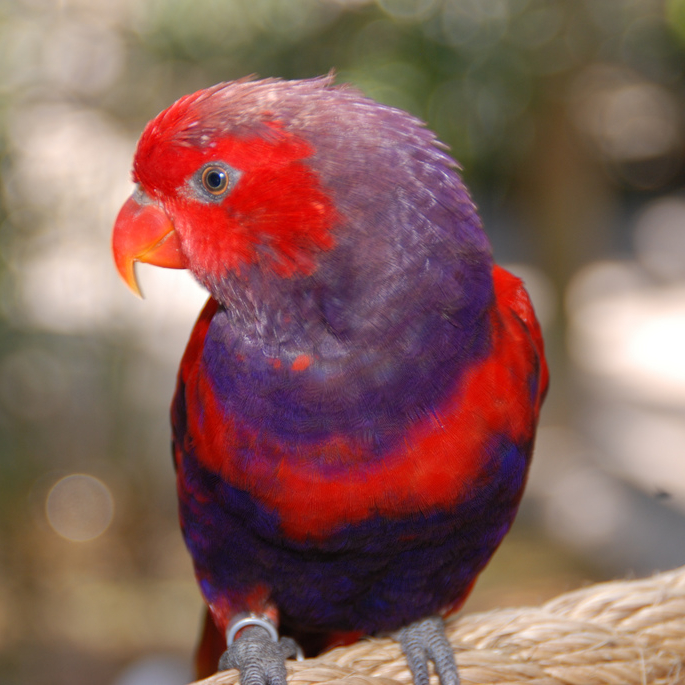
Csuklyás vöröslóri (Eos squamata)

## Előfordulásuk
Indonézia tartozó szigeteken honosak. Természetes élőhelyei a szubtrópusi és trópusi síkvidéki esőerdők, mangroveerdők és cserjések, valamint ültetvények. Állandó nem vonuló fajok.

## Megjelenésük
Testhosszuk 24-31 centiméter körüli. Farka rövid és lekerekített. Tollaik csúcsa többnyire sötétebb.

## Életmódjuk
Kizárólag folyékony táplálékon élnek, nektáron, virágmézen, fák és gyümölcsök nedvein. A nyelvük csúcsán ülő szemölcsökből piciny, szálkaszerű nyúlványok ágaznak ki.

## Képek
- Malukui vöröslóri 
(Eos bornea)
- Kékfülű vöröslóri 
(Eos cyanogenia)
- Koronás vöröslóri 
(Eos histrio)
- Kékcsíkos vöröslóri 
(Eos reticulata)
- Félmaszkos vöröslóri 
(Eos semilarvata)
- Csuklyás vöröslóri 
(Eos squamata)